# Волны Майера
Волны Майера (иногда называемые «волны Мэйера») были обнаружены в 1876 г. немецким физиологом Зигмундом Майером (нем. Siegmund Mayer).
Волны Майера — быстрые колебания артериального давления и сердечного ритма. У человека частота этих колебаний составляет около 0,1 Гц, то есть приблизительно шесть раз в минуту. У собаки и кошки частота волн Майера также приблизительно равна 0,1 Гц, у кролика — 0,3 Гц, у крысы — 0,4 Гц. Установлено, что эта частота является постоянной для человека или для животного определённого вида. Она не зависит от возраста, пола или положения тела. Экспериментальные исследования показывают, что амплитуда волн Майера возрастает при активации симпатической нервной системы. Причина возникновения волн Майера на данный момент не установлена.